# نام تائه-هی
نام تائه-هی (انگلیسی: Nam Tae-Hee؛ زاده ۳ ژوئیهٔ ۱۹۹۱) یک بازیکن فوتبال اهل کره جنوبی است.
که در باشگاه فوتبال یوکوهاما مارینوس ژاپن بازی می‌کند.